# Мелетій І Єрусалимський
Патріарх Мелетій - один із найважливіших предстоятелів Єрусалимського патріархату. Він зійшов на патріарший престол у 1731 році і залишався до 1737 року (за іншими до 1739 року).
Він походив з Айноса у Фракії. Мілетій вів велику боротьбу, головним чином проти вірменських прагнень до Святих Паломництв, за сприяння Вселенського Патріарха Неофіта VI і Великого тлумача Порти Олександра Гікаса. Його боротьба була остаточно підтверджена після визнання султаном прав православних християн на Святій Землі.